# 8 юли
8 юли е 189-ият ден в годината според григорианския календар (190-и през високосна). Остават 176 дни до края на годината.

## Събития
- 52 г. пр.н.е. – Основан е град Париж.
- 1497 г. – Вашку да Гама отплава от Лисабон в търсене на морски път от Европа за Индия.
- 1663 г. – Кралят на Англия Чарлз II основава американската колония Роуд Айлънд, която става щат на САЩ от 1790 година.
- 1709 г. – Великата северна война: В Битката при Полтава руският цар Петър I разгромява шведския крал Карл XII при Полтава и слага край на шведската военна мощ в Европа.
- 1777 г. – Американският щат Върмонт става първият, който отменя робството и дава избирателни права на мъжете, независимо от расата им.
- 1878 г. – В София е открито Военно училище за обучение на командни кадри.
- 1889 г. – Излиза първият брой на американския вестник „Уолстрийт Джърнъл“.
- 1916 г. – Президентът на САЩ Удроу Уилсън основава националният парк Акадия.
- 1925 г. – Направен е първият в историята ски скок във вода от Ралф Самуелсън.
- 1947 г. – Правителството на Георги Димитров дава категоричен отказ от американска финансова подкрепа по Плана „Маршал“ за възстановяване на Европа, от която се възползват 16 западноевропейски страни.
- 1950 г. – Богословският факултет при Софийския университет се отделя с указ на I народно събрание и се превръща във Висше духовно училище (духовна академия) при Българската православна църква.
- 1951 г. – Париж празнува 2000-годишнина от основаването си.[1]
- 1963 г. – САЩ налагат финансово и икономическо ембарго на Куба.
- 1971 г. – Съставен е Държавен съвет на Народна република България.
- 1979 г. – Открит е вторият най-близък естествен спътник на Юпитер – Адрастея.
- 1990 г. – Германия печели финала срещу Аржентина на Световното първенство по футбол в Италия.
- 1997 г. – В Мадрид се провежда среща на НАТО, посветена на разширяването на пакта на Изток. Към алианса са поканени да се присъединят страните Полша, Унгария и Чехия.
- 2000 г. – В Пазарджишка област е обявено бедствено положение в резултат на пожари, предизвикани от рекордни горещини.
- 2003 г. – Полет 139 на „Судан Еъруейс“ се разбива близо до летище „Порт Судан“ по време на опит за аварийно кацане и убива 116 от 117-те души на борда.
- 2014 г. – Германия побеждава със 7:1 Бразилия на полуфинала на Световното първенство по футбол в Бразилия.

## Родени
- 1621 г. – Жан дьо Лафонтен, френски писател († 1695 г.)
- 1792 г. – Джоузеф Бейтс, американски християнски водач († 1872 г.)
- 1809 г. – Людевит Гай, хърватски писател, езиковед и политик († 1872 г.)
- 1830 г. – Александра Йосифовна, велика руска княгиня († 1911 г.)
- 1831 г. – Джон Пембъртън, американски фармацевт († 1888 г.)
- 1836 г. – Джозеф Чембърлейн, английски политик († 1914 г.)
- 1838 г. – Фердинанд фон Цепелин, германски изобретател († 1917 г.)
- 1839 г. – Джон Рокфелер, американски предприемач († 1937 г.)
- 1842 г. – Николай Бенардос, руски учен († 1905 г.)
- 1851 г. – Артър Евънс, английски археолог († 1941 г.)
- 1857 г. – Алфред Бине, френски психолог († 1911 г.)
- 1890 г. – Валтер Хазенклевер, немски писател († 1940 г.)
- 1892 г. – Николай Поликарпов, съветски изобретател († 1944 г.)
- 1893 г. – Фриц Перлс, германски психиатър и психоаналитик († 1970 г.)
- 1895 г. – Игор Там, руски физик, Нобелов лауреат († 1971 г.)
- 1906 г. – Филип Джонсън, американски архитект († 2005 г.)
- 1908 г. – Нелсън Рокфелер, американски политик († 1979 г.)
- 1919 г. – Валтер Шел, четвърти Бундеспрезидент на Германия († 2016 г.)
- 1936 г. – Габи Новак, хърватска поп и джаз певица
- 1951 г. – Анжелика Хюстън, американска актриса
- 1955 г. – Янина Кашева, българска актриса
- 1955 г. – Реторе, италианска певица, текстописка и актриса
- 1956 г. – Ирен Кривошиева, българска актриса
- 1958 г. – Кевин Бейкън, американски актьор
- 1958 г. – Ципи Ливни, израелски политик
- 1959 г. – Робърт Кнепър, американски актьор
- 1961 г. – Андрю Флечър, английски музикант (Depeche Mode) († 2022 г.)
- 1966 г. – Елена Маркова, българска актриса
- 1970 г. – Тод Мартин, американски тенисист
- 1976 г. – Мариан Бачев, български актьор
- 1977 г. – Кристиан Абиати, италиански футболист
- 1977 г. – Майлоу Вентимилия, американски киноактьор
- 1980 г. – Роби Кийн, ирландски футболист
- 1982 г. – София Буш, американска актриса
- 1984 г. – Алексис Дазийна, американска киноактриса
- 1986 г. – Йордан Иванов, български юрист и политик
- 1989 г. – Христо Иванов, български актьор и режисьор
- 1991 г. – Върджил ван Дайк, нидерландски футболист

## Починали
- 1153 г. – Евгений III, римски папа (* ? г.)
- 1538 г. – Диего де Алмагро, испански конкистадор (* 1475 г.)
- 1623 г. – Папа Григорий XV (* 1554 г.)
- 1695 г. – Кристиан Хюйгенс, холандски учен (* 1629 г.)
- 1822 г. – Пърси Шели, британски поет (* 1792 г.)
- 1870 г. – Георгиос Ласанис, гръцки учител (* 1793 г.)
- 1930 г. – Густав Вайганд, немски езиковед (* 1860 г.)
- 1932 г. – Александър Грин, руски писател (* 1880 г.)
- 1942 г. – Луи Франше д'Еспере, френски маршал (* 1856 г.)
- 1946 г. – Александър Василевич Александров, руски композитор (* 1883 г.)
- 1957 г. – Грейс Кулидж, първа дама на САЩ (1923 – 1929) (* 1879 г.)
- 1960 г. – Анхел Кабрера, испански зоолог (* 1879 г.)
- 1967 г. – Вивиан Лий, английска актриса (* 1913 г.)
- 1979 г. – Шиничиро Томонага, японски физик, Нобелов лауреат през 1965 г. (* 1906 г.)
- 1984 г. – Франц Фюман, немски писател (* 1922 г.)
- 1994 г. – Ким Ир Сен, севернокорейски ръководител (* 1912 г.)
- 1999 г. – Чарлс Конрад, американски астронавт (* 1930 г.)
- 2011 г. – Бети Форд, американска първа дама (* 1918 г.)
- 2012 г. – Ърнест Боргнайн, американски актьор (* 1917 г.)

## Празници
- Световен ден за борба с алергиите – Чества се от 2005 г. по инициатива на Световната организация за борба с алергиите (WAO) с Решение на Световния конгрес за борба с алергиите в Мюнхен, Германия (26 юни – 1 юли 2005), с цел популяризиране на информацията за алергичните заболявания и превенцията им.
- Австралия – Национална седмица на аборигените
- Замбия – Ден на единството